# Primera División de Gibraltar 2017-18
La Primera División de Gibraltar 2017-18 fue la edición número 115 de la Primera División de Gibraltar. El torneo fue organizado por la Asociación de Fútbol de Gibraltar (GFA). La temporada empezó el 25 de septiembre de 2017 y terminó el 3 de junio de 2018.

## Sistema de competición
Todos los partidos son jugados en el Estadio Victoria, allí los diez clubes participantes jugarán entre sí tres rondas bajo el sistema de todos contra todos totalizando veintisiete partidos cada uno. Al final de los veintisiete partidos, el club con la mayor cantidad de puntos se coronará campeón, mientras que el décimo clasificado descenderá a la Segunda División de Gibraltar 2018−19. Por otro lado quien ocupe el noveno puesto tendrá que jugar el partido de ascenso y descenso contra el subcampeón de la Segunda División de Gibraltar 2017-18 para definir cuál de los equipos jugará en la Primera División de Gibraltar 2018−19.
Además, desde la temporada, pasada se introdujo la regla del jugador nacional —Home Ground Player en inglés o HGP por sus iniciales—, la cual establece que cada club a de contar con por lo menos tres jugadores de nacionalidad gibraltareña en la convocatoria de cada jornada, de los cuales uno ha de permanecer en el campo durante todo el partido; es decir en ningún momento un club podrá jugar con once futbolistas extranjeros, excepto si ya realizó los tres cambios y el único jugador gibraltareño en el campo sufre una lesión que le impida seguir jugando. En esta circunstancia el club afrontará lo que reste del partido con diez jugadores extranjeros. Tampoco se admitirán jugadores menores de dieciséis años.

### Clasificación a torneos internacionales
Dada la subida de Gibraltar en el Ranking UEFA, la GFA cuenta con tres cupos para los torneos internacionales desde la temporada 2017-18, de los cuales uno será asignado al campeón de la Rock Cup 2018 y los otros dos se repartirán en Primera División de la siguiente manera:
| Método de clasificación                   | Torneo al que clasifica                               |
| ----------------------------------------- | ----------------------------------------------------- |
| Campeón de la Primera División 2017−18    | Primera ronda previa de la Liga de Campeones 2018-19. |
| Subcampeón de la Primera División 2017−18 | Primera ronda previa de la Liga Europa 2018-19.       |

Si el campeón de la Rock Cup 2017-18 resulta ser, también, el campeón de la Primera División; entonces este se clasificará para la primera ronda previa de la Liga de Campeones de la UEFA 2018-19 y su lugar en la Liga Europa lo ocupará el tercer clasificado. En cualquier otro caso el campeón de la Rock Cup se clasificará para la Liga Europa junto club mejor clasificado en la tabla de posiciones, que aún no se haya clasificado para ningún torneo internacional.

## Clubes participantes
El torneo está integrado por diez clubes: los nueve primeros de la Primera División de Gibraltar 2016-17 más uno ascendido de la Segunda División de Gibraltar 2016-17.

### Ascensos y descensos
Europa Point descendió la temporada pasada y es reemplazado por Gibraltar Phoenix. Gibraltar Phoenix consiguió ascender de manera directa luego de ganar la Segunda División de Gibraltar 2016-17 y de esta manera vuelve a Primera División luego de su descenso en la temporada 2013-14. Por otra parte parte Manchester 62 se mantuvo en la categoría luego de vencer a Bruno's Magpies en el Partido de ascenso y descenso.
| Pos. | Ascendidos de Segunda División 2016-17 |
| ---- | -------------------------------------- |
| 1    | Gibraltar Phoenix                      |

| Pos. | Descendidos de Primera División 2016-17 |
| ---- | --------------------------------------- |
| 10   | Europa Point                            |

## Datos de los clubes
| 2016-17 | Club              | Entrenador            | Proveedor | Auspiciador principal    |
| ------- | ----------------- | --------------------- | --------- | ------------------------ |
| 1       | Europa            | José Parrado.         | Jako      | Alwani Group.            |
| 2       | Lincoln Red Imps  | Julio Ribas.          | Joma      | Mansion.                 |
| 3       | St. Joseph's      | Raúl Procopio.        | Joma      | Propability.             |
| 4       | Glacis United     | Mariano García.       | Nike      | Atlantic Financial Group |
| 5       | Mons Calpe        | Luis Blanco.          | Daen      | Tokamóvil.               |
| 6       | Lynx              | Albert Parody (int.). | Erreà     | Verralls.                |
| 7       | Gibraltar United  | Manolo Nuñez.         | Kappa     | Turicum Bank.            |
| 8       | Lions Gibraltar   | Rafael Bado.          | Erreà     | Enterprise Insurance     |
| 9       | Manchester 62     | José Prieto           | Joma      | CEPSA GIB.               |
| 1 (SD)  | Gibraltar Phoenix | Pedro Pérez.          | Admiral   | Gourmet Grill.           |

### Cambio de entrenadores
| Club              | Entrenador saliente  | Fecha                   | Posición | Entrenador entrante   | Fecha                   |
| ----------------- | -------------------- | ----------------------- | -------- | --------------------- | ----------------------- |
| Lynx              | Albert Parody.       | 2 de junio de 2017      | S/P      | Allen Bula.           | 2 de junio de 2017      |
| Glacis United     | Manuel Jiménez       | 15 de junio de 2017     | S/P      | Mariano García.       | 9 de julio de 2017      |
| Gibraltar Phoenix | Albert Ferri         | 9 de julio de 2017      | S/P      | Jaime Molina.         | 9 de julio de 2017      |
| Europa            | José Gallardo        | 24 de julio de 2017     | S/P      | José Parrado.         | 24 de julio de 2017     |
| Mons Calpe.       | Mauro Ardizzone      | 14 de agosto de 2017    | S/P      | Albert Ferri.         | 14 de agosto de 2017    |
| Lynx              | Allen Bula.          | 27 de octubre de 2017   | 10       | Albert Parody (int.). | 27 de octubre de 2017   |
| Mons Calpe        | Albert Ferri.        | 4 de diciembre de 2017  | 8        | Luis Blanco.          | 9 de enero de 2018      |
| Gibraltar Phoenix | Jaime Molina         | 13 de diciembre de 2017 | 7        | José Carlos Tello.    | 13 de diciembre de 2018 |
| Gibraltar Phoenix | José Carlos Tello.   | 8 de enero de 2018      | 7        | Sergio Mena.          | 9 de enero de 2018      |
| Lynx              | Albert Parody (int.) | 24 de enero de 2018     | 10       | Daniel Pelaus.        | 24 de enero de 2018     |
| Lynx              | Daniel Pelaus.       | 18 de febrero de 2018   | 10       | Albert Parody (int.). | 19 de febrero de 2018   |
| Gibraltar Phoenix | Sergio Mena.         | 18 de marzo de 2018     | 8        |                       |                         |

## Tabla de posiciones
Para el cálculo de la tabla de posiciones se asigna tres puntos por cada partido ganado, uno por empate y cero en caso de derrota. La posición en la tabla depende de:
1. La cantidad de puntos obtenido (Pts.).
2. La diferencia de goles (DG).
3. Los cantidad de goles anotados (GF).

Se indica con (A) al club ascendido de Segunda División la temporada pasada, con (C) al campeón de la liga (además clasificado para la Liga de Campeones), con (D) al definitivamente descendido, con (E) al definitivamente clasificado a la Liga Europa y con (P) al definitivamente clasificado al partido de ascenso y descenso.
- Actualizado el 28 de febrero de 2018. Jugados todos los partidos de la fecha 13.[47][n. 4]

| Pos. | Club                  | PJ | PG | PE | PP | GF | GC | DG  | Pts. | Clasificado a                                 |
| ---- | --------------------- | -- | -- | -- | -- | -- | -- | --- | ---- | --------------------------------------------- |
| 1    | Lincoln Red Imps (C)  | 27 | 21 | 2  | 4  | 71 | 19 | +52 | 65   | Ronda preliminar de Liga de Campeones 2018-19 |
| 2    | Europa (E)            | 27 | 19 | 3  | 5  | 67 | 20 | +47 | 60   | \|Ronda preliminar de Liga Europa 2018-19     |
| 3    | St. Joseph's (E)      | 27 | 17 | 3  | 7  | 53 | 30 | +23 | 54   | \|Ronda preliminar de Liga Europa 2018-19     |
| 4    | Gibraltar United      | 27 | 16 | 5  | 6  | 45 | 27 | +18 | 53   |                                               |
| 5    | Mons Calpe            | 27 | 14 | 2  | 11 | 48 | 35 | +13 | 44   |                                               |
| 6    | Gibraltar Phoenix (A) | 27 | 8  | 6  | 13 | 34 | 47 | −13 | 30   |                                               |
| 7    | Glacis United         | 27 | 7  | 5  | 15 | 34 | 44 | −10 | 26   |                                               |
| 8    | Lions Gibraltar       | 27 | 6  | 5  | 16 | 27 | 63 | −36 | 23   |                                               |
| 9    | Lynx (P)              | 27 | 6  | 4  | 17 | 22 | 48 | −26 | 22   | Partido de ascenso y descenso                 |
| 10   | Manchester 62 (D)     | 27 | 0  | 7  | 20 | 20 | 88 | −68 | 7    | Segunda División 2018−19                      |

## Evolución de las clasificaciones
En esta sección se muestra la posición ocupada por cada uno de los diez clubes al término de cada jornada. Los colores son los mismos utilizados en la tabla de posiciones.
- Actualizado el 3 de junio de 2018. Jugados todos los partidos de la fecha 27.

| Jornada            | 1  | 2  | 3  | 4  | 5  | 6  | 7  | 8  | 9  | 10 | 11 | 12 | 13 | 14 | 15 | 16 | 17 | 18 | 19 | 20 | 21 | 22 | 23 | 24 | 25 | 26 | 27 |
| Club               |    |    |    |    |    |    |    |    |    |    |    |    |    |    |    |    |    |    |    |    |    |    |    |    |    |    |    |
| ------------------ | -- | -- | -- | -- | -- | -- | -- | -- | -- | -- | -- | -- | -- | -- | -- | -- | -- | -- | -- | -- | -- | -- | -- | -- | -- | -- | -- |
| Lincoln Red Imps   | 1  | 1  | 1  | 1  | 1  | 1  | 1  | 1  | 1  | 1  | 1  | 1  | 1  | 1  | 1  | 1  | 1  | 1  | 1  | 1  | 1  | 1  | 1  | 1  | 1  | 1  | 1  |
| Europa.            | 6  | 7  | 9  | 7  | 7  | 5  | 4  | 4  | 2  | 2  | 2  | 2  | 2  | 2  | 2  | 2  | 2  | 2  | 2  | 2  | 2  | 2  | 2  | 2  | 2  | 2  | 2  |
| St. Joseph's.      | 3  | 3  | 4  | 3  | 3  | 3  | 3  | 2  | 3  | 3  | 3  | 3  | 3  | 3  | 3  | 3  | 3  | 3  | 3  | 4  | 4  | 4  | 4  | 4  | 4  | 4  | 3  |
| Gibraltar United.  | 2  | 4  | 3  | 2  | 2  | 2  | 2  | 3  | 4  | 4  | 4  | 4  | 4  | 4  | 4  | 4  | 4  | 4  | 4  | 3  | 3  | 3  | 3  | 3  | 3  | 3  | 4  |
| Mons Calpe.        | 6  | 8  | 6  | 5  | 5  | 6  | 6  | 8  | 8  | 8  | 8  | 7  | 5  | 5  | 5  | 5  | 5  | 5  | 5  | 5  | 5  | 5  | 5  | 5  | 5  | 5  | 5  |
| Gibraltar Phoenix. | 3  | 5  | 5  | 6  | 6  | 7  | 8  | 7  | 7  | 7  | 7  | 6  | 7  | 7  | 8  | 7  | 8  | 6  | 6  | 8  | 8  | 8  | 8  | 7  | 6  | 6  | 6  |
| Glacis United.     | 10 | 9  | 8  | 9  | 8  | 9  | 7  | 5  | 5  | 5  | 5  | 8  | 8  | 8  | 7  | 8  | 6  | 7  | 7  | 7  | 6  | 6  | 6  | 6  | 7  | 7  | 7  |
| Lions Gibraltar.   | 3  | 2  | 2  | 4  | 4  | 4  | 5  | 6  | 6  | 6  | 6  | 5  | 6  | 6  | 6  | 6  | 7  | 8  | 8  | 6  | 7  | 7  | 7  | 8  | 8  | 8  | 8  |
| Lynx.              | 9  | 10 | 10 | 10 | 10 | 8  | 10 | 10 | 10 | 9  | 9  | 9  | 9  | 9  | 9  | 9  | 9  | 9  | 9  | 9  | 9  | 9  | 9  | 9  | 9  | 9  | 9  |
| Manchester 62.     | 6  | 6  | 7  | 8  | 9  | 10 | 9  | 9  | 9  | 10 | 10 | 10 | 10 | 10 | 10 | 10 | 10 | 10 | 10 | 10 | 10 | 10 | 10 | 10 | 10 | 10 | 10 |

## Evolución de los puntos
En la siguiente tabla se muestra la cantidad de puntos obtenidos por cada club al término de cada jornada. El color verde representa una victoria, el color amarillo un empate y el rojo una derrota. Así, si un club gana su primer partido, este aparecerá en un cuadro de color verde con un 3 en su interior. Si posteriormente consigue un empate, entonces el siguiente recuadro será de color amarillo con un 4 en su interior. De igual manera si el club perdiese su tercer partido, este aparecerá en un recuadro rojo con un 4 en su interior, es decir sin sumar puntos con respecto a la jornada anterior.
- Actualizado el 3 de junio de 2018. Jugados todos los partidos de la fecha 27.

| Jornada            | 1 | 2 | 3 | 4  | 5  | 6  | 7  | 8  | 9  | 10 | 11 | 12 | 13 | 14 | 15 | 16 | 17 | 18 | 19 | 20 | 21 | 22 | 23 | 24 | 25 | 26 | 27 |
| Club               |   |   |   |    |    |    |    |    |    |    |    |    |    |    |    |    |    |    |    |    |    |    |    |    |    |    |    |
| ------------------ | - | - | - | -- | -- | -- | -- | -- | -- | -- | -- | -- | -- | -- | -- | -- | -- | -- | -- | -- | -- | -- | -- | -- | -- | -- | -- |
| Lincoln Red Imps   | 3 | 6 | 9 | 12 | 15 | 18 | 21 | 24 | 27 | 30 | 33 | 34 | 37 | 40 | 43 | 46 | 46 | 46 | 49 | 52 | 53 | 56 | 59 | 59 | 62 | 65 | 65 |
| Europa.            | 0 | 0 | 0 | 3  | 4  | 7  | 10 | 13 | 19 | 19 | 22 | 23 | 26 | 29 | 32 | 35 | 38 | 38 | 41 | 44 | 45 | 48 | 48 | 51 | 51 | 57 | 60 |
| St. Joseph's.      | 3 | 6 | 6 | 9  | 12 | 12 | 12 | 15 | 15 | 18 | 21 | 21 | 24 | 25 | 25 | 28 | 31 | 34 | 37 | 38 | 39 | 42 | 42 | 42 | 48 | 51 | 54 |
| Gibraltar United.  | 3 | 4 | 7 | 10 | 13 | 13 | 13 | 14 | 14 | 15 | 18 | 21 | 22 | 25 | 27 | 28 | 31 | 34 | 37 | 40 | 41 | 44 | 44 | 47 | 50 | 53 | 53 |
| Mons Calpe.        | 0 | 0 | 3 | 6  | 6  | 6  | 9  | 9  | 9  | 9  | 9  | 12 | 15 | 15 | 18 | 20 | 23 | 26 | 32 | 32 | 35 | 38 | 38 | 41 | 41 | 41 | 44 |
| Gibraltar Phoenix. | 3 | 3 | 4 | 4  | 5  | 5  | 6  | 10 | 10 | 10 | 10 | 13 | 13 | 13 | 13 | 15 | 15 | 18 | 18 | 18 | 21 | 21 | 21 | 22 | 27 | 27 | 30 |
| Glacis United.     | 0 | 0 | 1 | 1  | 2  | 3  | 9  | 12 | 12 | 12 | 12 | 12 | 12 | 12 | 15 | 15 | 18 | 18 | 18 | 19 | 22 | 22 | 22 | 25 | 25 | 26 | 26 |
| Lions Gibraltar.   | 3 | 6 | 7 | 7  | 7  | 10 | 10 | 10 | 10 | 10 | 11 | 14 | 15 | 15 | 15 | 18 | 18 | 18 | 18 | 21 | 22 | 22 | 22 | 22 | 22 | 23 | 23 |
| Lynx.              | 0 | 0 | 0 | 0  | 1  | 4  | 4  | 4  | 5  | 6  | 7  | 7  | 7  | 10 | 13 | 13 | 13 | 16 | 16 | 16 | 16 | 16 | 16 | 16 | 19 | 19 | 22 |
| Manchester 62.     | 0 | 1 | 2 | 2  | 2  | 3  | 4  | 4  | 5  | 5  | 5  | 5  | 5  | 5  | 5  | 6  | 6  | 6  | 6  | 6  | 7  | 7  | 7  | 7  | 7  | 7  | 7  |

## Resultados
En las siguientes tablas se muestran los resultados a gran escala entre los participantes. Un recuadro de color rojo simboliza la victoria del club ubicado en la parte superior, uno verde, la victoria del club ubicado en la parte izquierda y uno amarillo, un empate.
- Actualizado el 28 de febrero de 2018. Jugados todos los partidos de la fecha 13.

|                    | EUR | GPH | GIB | GLA | LRI | LIO | LYN | M62 | MCA | SJO |
| ------------------ | --- | --- | --- | --- | --- | --- | --- | --- | --- | --- |
| Europa.            |     | 3–1 | 4–0 | 2–1 | 1–1 | 0–1 | 2–0 | 4–1 | 3–0 | 2–0 |
| Gibraltar Phoenix. | 3–3 |     | 0–1 | 1–0 | 0–5 | 1–0 | 0–1 | 1–1 | 1−1 | 0–1 |
| Gibraltar United   | 2–0 | 2–2 |     | 4–1 | 0–1 | 3–1 | 2–0 | 2–1 | 3–1 | 3–1 |
| Glacis United.     | 1–2 | 1–1 | 2–0 |     | 0–3 | 6–2 | 0–0 | 6–4 | 1–0 | 0–3 |
| Lincoln Red Imps   | 3–1 | 1–0 | 4–0 | 4–0 |     | 3–1 | 2–0 | 3–0 | 1–3 | 2–0 |
| Lions Gibraltar.   | 2–1 | 1–6 | 0–0 | 0–1 | 1–4 |     | 0–0 | 2–2 | 2–1 | 0–2 |
| Lynx               | 0–3 | 2–1 | 0–0 | 3–1 | 0–4 | 0–3 |     | 0–0 | 0–5 | 1–3 |
| Manchester 62      | 0–2 | 1–1 | 1–1 | 1–1 | 1–3 | 2–4 | 1–2 |     | 0–3 | 1–2 |
| Mons Calpe.        | 0–1 | 1–2 | 1–3 | 2–1 | 0–1 | 3–1 | 3–0 | 4–2 |     | 3–1 |
| St. Joseph's       | 0–1 | 3–1 | 0–1 | 1–0 | 4–2 | 4–2 | 2–1 | 3–1 | 0–0 |     |

|                    | EUR | GPH | GIB | GLA | LRI | LIO | LYN | M62 | MCA | SJO |
| ------------------ | --- | --- | --- | --- | --- | --- | --- | --- | --- | --- |
| Europa.            |     |     | 2–1 | 2–0 |     |     | 1–2 |     | 1–0 |     |
| Gibraltar Phoenix. | 0–8 |     |     |     | 0–2 | 5–2 |     | 2–0 |     |     |
| Gibraltar United.  |     | 2–1 |     |     | 3–1 | 2–0 | 1–0 |     |     | 1–1 |
| Glacis United.     |     | 1–2 | 0–3 |     |     |     | 3–0 |     | 0–2 |     |
| Lincoln Red Imps   | 0–0 |     |     | 1–0 |     | 7–1 |     | 6–0 |     | 0–3 |
| Lions Gibraltar.   | 0–5 |     |     | 0–0 |     |     |     | 0–0 | 0–2 | 0–3 |
| Lynx.              |     | 0–2 |     |     | 0–1 | 0–1 |     | 9–0 |     |     |
| Manchester 62.     | 0–9 |     | 0–4 | 0–6 |     |     |     |     | 0–3 | 0–5 |
| Mons Calpe.        |     | 1–0 | 2–1 |     | 0–6 |     | 5–0 |     |     | 2–4 |
| St. Joseph's.      | 1–4 | 3–0 |     | 1–1 |     |     | 2–1 |     |     |     |

## Partidos
Todos los partidos del torneo se juegan en el Estadio Victoria.

### Primera vuelta
| Fecha 1          | Fecha 1   | Fecha 1            | Fecha 1           |
| Local            | Resultado | Visitante          | Fecha             |
| ---------------- | --------- | ------------------ | ----------------- |
| Manchester 62    | 1 – 2     | St. Joseph's       | 25 de septiembre. |
| Gibraltar United | 2 – 0     | Lynx               | 25 de septiembre. |
| Mons Calpe       | 1 – 2     | Gibraltar Phoenix. | 26 de septiembre. |
| Lincoln Red Imps | 4 – 0     | Glacis United      | 27 de septiembre. |
| Lions Gibraltar  | 2 – 1     | Europa             | 27 de septiembre. |

| Fecha 2           | Fecha 2   | Fecha 2          | Fecha 2          |
| Local             | Resultado | Visitante        | Fecha            |
| ----------------- | --------- | ---------------- | ---------------- |
| Lynx              | 0 – 3     | Lions Gibraltar  | 13 de octubre.   |
| St. Joseph's      | 1 – 0     | Glacis United    | 14 de octubre.   |
| Manchester 62     | 1 – 1     | Gibraltar United | 15 de octubre.   |
| Gibraltar Phoenix | 0 – 5     | Lincoln Red Imps | 15 de octubre.   |
| Europa            | 3 – 0     | Mons Calpe       | 30 de noviembre. |

| Fecha 3          | Fecha 3   | Fecha 3           | Fecha 3        |
| Local            | Resultado | Visitante         | Fecha          |
| ---------------- | --------- | ----------------- | -------------- |
| Mons Calpe       | 0 − 3     | Lynx              | 18 de octubre. |
| Glacis United    | 1 − 1     | Gibraltar Phoenix | 19 de octubre. |
| Gibraltar United | 3 − 1     | St. Joseph's      | 20 de octubre. |
| Lincoln Red Imps | 3 − 1     | Europa            | 21 de octubre. |
| Lions Gibraltar  | 2 − 2     | Manchester 62     | 21 de octubre. |

| Fecha 4          | Fecha 4   | Fecha 4           | Fecha 4        |
| Local            | Resultado | Visitante         | Fecha          |
| ---------------- | --------- | ----------------- | -------------- |
| St. Joseph's     | 3 − 1     | Gibraltar Phoenix | 25 de octubre. |
| Lynx             | 0 − 4     | Lincoln Red Imps  | 26 de octubre. |
| Europa           | 2 − 1     | Glacis United     | 27 de octubre. |
| Manchester 62    | 0 − 3     | Mons Calpe        | 28 de octubre. |
| Gibraltar United | 3 − 1     | Lions Gibraltar   | 28 de octubre. |

| Fecha 5           | Fecha 5   | Fecha 5          | Fecha 5         |
| Local             | Resultado | Visitante        | Fecha           |
| ----------------- | --------- | ---------------- | --------------- |
| Glacis United     | 0 − 0     | Lynx             | 1 de noviembre. |
| Lincoln Red Imps  | 3 − 0     | Manchester 62    | 2 de noviembre. |
| Mons Calpe        | 1 − 3     | Gibraltar United | 3 de noviembre. |
| Gibraltar Phoenix | 3 − 3     | Europa           | 4 de noviembre. |
| Lions Gibraltar   | 0 − 2     | St. Joseph's     | 4 de noviembre. |

| Fecha 6          | Fecha 6   | Fecha 6           | Fecha 6          |
| Local            | Resultado | Visitante         | Fecha            |
| ---------------- | --------- | ----------------- | ---------------- |
| Manchester 62    | 1 − 1     | Glacis United     | 8 de noviembre.  |
| Lions Gibraltar  | 2 − 1     | Mons Calpe        | 9 de noviembre.  |
| Gibraltar United | 0 − 1     | Lincoln Red Imps  | 10 de noviembre. |
| St. Joseph's     | 0 − 1     | Europa            | 11 de noviembre. |
| Lynx             | 2 − 1     | Gibraltar Phoenix | 11 de noviembre. |

| Fecha 7           | Fecha 7   | Fecha 7          | Fecha 7          |
| Local             | Resultado | Visitante        | Fecha            |
| ----------------- | --------- | ---------------- | ---------------- |
| Lincoln Red Imps  | 3 − 1     | Lions Gibraltar  | 15 de noviembre. |
| Gibraltar Phoenix | 1 − 1     | Manchester 62    | 16 de noviembre. |
| Europa            | 2 − 0     | Lynx             | 17 de noviembre. |
| Mons Calpe        | 3 − 1     | St. Joseph's     | 18 de noviembre. |
| Glacis United     | 2 − 0     | Gibraltar United | 18 de noviembre. |

| Fecha 8          | Fecha 8   | Fecha 8           | Fecha 8          |
| Local            | Resultado | Visitante         | Fecha            |
| ---------------- | --------- | ----------------- | ---------------- |
| Manchester 62    | 0 − 2     | Europa            | 22 de noviembre. |
| St. Joseph's     | 2 − 1     | Lynx              | 23 de noviembre. |
| Mons Calpe       | 0 − 1     | Lincoln Red Imps  | 24 de noviembre. |
| Lions Gibraltar  | 0 − 1     | Glacis United     | 25 de noviembre. |
| Gibraltar United | 2 − 2     | Gibraltar Phoenix | 25 de noviembre. |

| Fecha 9           | Fecha 9   | Fecha 9          | Fecha 9          |
| Local             | Resultado | Visitante        | Fecha            |
| ----------------- | --------- | ---------------- | ---------------- |
| Glacis United     | 1 − 0     | Mons Calpe       | 13 de noviembre. |
| Gibraltar Phoenix | 1 − 0     | Lions Gibraltar  | 20 de noviembre. |
| Lynx              | 0 − 0     | Manchester 62    | 28 de noviembre. |
| Lincoln Red Imps  | 2 − 0     | St. Joseph's     | 29 de noviembre. |
| Europa            | 4 − 0     | Gibraltar United | 3 de diciembre.  |

### Segunda vuelta
| Fecha 10          | Fecha 10  | Fecha 10         | Fecha 10      |
| Local             | Resultado | Visitante        | Fecha         |
| ----------------- | --------- | ---------------- | ------------- |
| Lynx              | 0 − 0     | Gibraltar United | 3 de febrero. |
| St. Joseph's      | 3 − 1     | Manchester 62    | 3 de febrero. |
| Glacis United     | 0 − 3     | Lincoln Red Imps | 4 de febrero. |
| Europa            | 0 − 1     | Lions Gibraltar  | 13 de marzo.  |
| Gibraltar Phoenix | 1 − 1     | Mons Calpe       | 28 de marzo.  |

| Fecha 11         | Fecha 11  | Fecha 11          | Fecha 11       |
| Local            | Resultado | Visitante         | Fecha          |
| ---------------- | --------- | ----------------- | -------------- |
| Glacis United    | 0 − 3     | St. Joseph's      | 10 de febrero. |
| Mons Calpe       | 0 − 1     | Europa            | 10 de febrero. |
| Lions Gibraltar  | 0 − 0     | Lynx              | 11 de febrero. |
| Lincoln Red Imps | 1 − 0     | Gibraltar Phoenix | 11 de febrero. |
| Gibraltar United | 2 − 1     | Manchester 62     | 12 de febrero. |

| Fecha 12          | Fecha 12  | Fecha 12         | Fecha 12       |
| Local             | Resultado | Visitante        | Fecha          |
| ----------------- | --------- | ---------------- | -------------- |
| Lynx              | 0 − 5     | Mons Calpe       | 14 de febrero. |
| Europa            | 1 − 1     | Lincoln Red Imps | 15 de febrero. |
| Gibraltar Phoenix | 1 − 0     | Glacis United    | 16 de febrero. |
| St. Joseph's      | 0 − 1     | Gibraltar United | 17 de febrero. |
| Manchester 62     | 2 − 4     | Lions Gibraltar  | 17 de febrero. |

| Fecha 13          | Fecha 13  | Fecha 13         | Fecha 13       |
| Local             | Resultado | Visitante        | Fecha          |
| ----------------- | --------- | ---------------- | -------------- |
| Gibraltar Phoenix | 0 − 1     | St. Joseph's     | 21 de febrero. |
| Mons Calpe        | 4 − 2     | Manchester 62    | 22 de febrero. |
| Lions Gibraltar   | 0 − 0     | Gibraltar United | 23 de febrero. |
| Glacis United     | 1 − 2     | Europa           | 24 de febrero. |
| Lincoln Red Imps  | 2 − 0     | Lynx             | 24 de febrero. |

| Fecha 14         | Fecha 14  | Fecha 14          | Fecha 14       |
| Local            | Resultado | Visitante         | Fecha          |
| ---------------- | --------- | ----------------- | -------------- |
| Gibraltar United | 3 − 1     | Mons Calpe        | 28 de febrero. |
| Lynx             | 3 − 1     | Glacis United     | 1 de marzo.    |
| Manchester 62    | 1 − 3     | Lincoln Red Imps  | 2 de marzo.    |
| St. Joseph's     | 4 – 2     | Lions Gibraltar   | 3 de marzo.    |
| Europa           | 3 – 1     | Gibraltar Phoenix | 6 de marzo.    |

| Fecha 15          | Fecha 15  | Fecha 15         | Fecha 15     |
| Local             | Resultado | Visitante        | Fecha        |
| ----------------- | --------- | ---------------- | ------------ |
| Lincoln Red Imps  | 4 − 0     | Gibraltar United | 7 de marzo.  |
| Mons Calpe        | 3 − 1     | Lions Gibraltar  | 8 de marzo.  |
| Europa            | 2 − 0     | St. Joseph's     | 9 de marzo.  |
| Gibraltar Phoenix | 0 − 1     | Lynx             | 10 de marzo. |
| Glacis United     | 6 − 4     | Manchester 62    | 10 de marzo  |

| Fecha 16         | Fecha 16  | Fecha 16          | Fecha 16     |
| Local            | Resultado | Visitante         | Fecha        |
| ---------------- | --------- | ----------------- | ------------ |
| St. Joseph's     | 0 − 0     | Mons Calpe        | 14 de marzo. |
| Gibraltar United | 4 − 1     | Glacis United     | 15 de marzo. |
| Manchester 62    | 1 − 1     | Gibraltar Phoenix | 16 de marzo. |
| Lions Gibraltar  | 1 − 4     | Lincoln Red Imps  | 17 de marzo. |
| Europa           | 3 − 0     | Lynx              | 17 de marzo. |

| Fecha 17          | Fecha 17  | Fecha 17         | Fecha 17    |
| Local             | Resultado | Visitante        | Fecha       |
| ----------------- | --------- | ---------------- | ----------- |
| Lynx              | 1 − 3     | St. Joseph's     | 31 de marzo |
| Glacis United     | 6 − 2     | Lions Gibraltar  | 31 de marzo |
| Europa            | 4 − 1     | Manchester 62    | 1 de abril  |
| Lincoln Red Imps  | 1 − 3     | Mons Calpe       | 1 de abril  |
| Gibraltar Phoenix | 0 − 1     | Gibraltar United | 2 de abril  |

| Fecha 18         | Fecha 18  | Fecha 18          | Fecha 18   |
| Local            | Resultado | Visitante         | Fecha      |
| ---------------- | --------- | ----------------- | ---------- |
| Mons Calpe       | 2 − 1     | Glacis United     | 4 de abril |
| Lions Gibraltar  | 1 − 6     | Gibraltar Phoenix | 5 de abril |
| Gibraltar United | 2 − 0     | Europa            | 6 de abril |
| Manchester 62    | 1 − 2     | Lynx              | 7 de abril |
| St. Joseph's     | 4 − 2     | Lincoln Red Imps  | 7 de abril |

### Tercera vuelta
| Fecha 19          | Fecha 19  | Fecha 19      | Fecha 19    |
| Local             | Resultado | Visitante     | Fecha       |
| ----------------- | --------- | ------------- | ----------- |
| Lincoln Red Imps  | 1 − 0     | Glacis United | 12 de abril |
| Manchester 62     | 0 − 5     | St. Joseph's  | 13 de abril |
| Gibraltar United  | 1 − 0     | Lynx          | 14 de abril |
| Gibraltar Phoenix | 1 − 0     | Mons Calpe    | 14 de abril |
| Lions Gibraltar   | 0 − 5     | Europa        | 15 de abril |

| Fecha 20          | Fecha 20  | Fecha 20         | Fecha 20    |
| Local             | Resultado | Visitante        | Fecha       |
| ----------------- | --------- | ---------------- | ----------- |
| St. Joseph's      | 1 − 1     | Glacis United    | 17 de abril |
| Europa            | 1 − 0     | Mons Calpe       | 18 de abril |
| Lynx              | 0 − 1     | Lions Gibraltar  | 18 de abril |
| Gibraltar Phoenix | 0 − 2     | Lincoln Red Imps | 19 de abril |
| Manchester 62     | 0 − 4     | Gibraltar United | 20 de abril |

| Fecha 21         | Fecha 21  | Fecha 21          | Fecha 21    |
| Local            | Resultado | Visitante         | Fecha       |
| ---------------- | --------- | ----------------- | ----------- |
| Mons Calpe       | 5 − 0     | Lynx              | 27 de abril |
| Lincoln Red Imps | 0 − 0     | Europa            | 28 de abril |
| Lions Gibraltar  | 0 − 0     | Manchester 62     | 28 de abril |
| Glacis United    | 1 − 2     | Gibraltar Phoenix | 29 de abril |
| Gibraltar United | 1 − 1     | St. Joseph's      | 29 de abril |

| Fecha 22         | Fecha 22  | Fecha 22          | Fecha 22  |
| Local            | Resultado | Visitante         | Fecha     |
| ---------------- | --------- | ----------------- | --------- |
| Lynx             | 0 − 1     | Lincoln Red Imps  | 2 de mayo |
| Manchester 62    | 0 − 3     | Mons Calpe        | 3 de mayo |
| Europa           | 2 − 0     | Glacis United     | 4 de mayo |
| Gibraltar United | 2 − 0     | Lions Gibraltar   | 5 de mayo |
| St. Joseph's     | 3 − 0     | Gibraltar Phoenix | 5 de mayo |

| Fecha 23          | Fecha 23  | Fecha 23         | Fecha 23     |
| Local             | Resultado | Visitante        | Fecha        |
| ----------------- | --------- | ---------------- | ------------ |
| Mons Calpe        | 2 − 1     | Gibraltar United | 10 de abril. |
| Glacis United     | 3 − 0     | Lynx             | 22 de abril. |
| Lincoln Red Imps  | 6 − 0     | Manchester 62    | 7 de mayo    |
| Lions Gibraltar   | 0 − 3     | St. Joseph's     | 14 de mayo.  |
| Gibraltar Phoenix | 0 − 8     | Europa           | 21 de mayo.  |

| Fecha 24         | Fecha 24  | Fecha 24          | Fecha 24   |
| Local            | Resultado | Visitante         | Fecha      |
| ---------------- | --------- | ----------------- | ---------- |
| Lions Gibraltar  | 0 − 2     | Mons Calpe        | 9 de mayo  |
| St. Joseph's     | 1 − 4     | Europa            | 10 de mayo |
| Lynx             | 0 − 2     | Gibraltar Phoenix | 11 de mayo |
| Manchester 62    | 0 − 6     | Glacis United     | 12 de mayo |
| Gibraltar United | 3 − 1     | Lincoln Red Imps  | 12 de mayo |

| Fecha 25          | Fecha 25  | Fecha 25         | Fecha 25    |
| Local             | Resultado | Visitante        | Fecha       |
| ----------------- | --------- | ---------------- | ----------- |
| Gibraltar Phoenix | 2 − 0     | Manchester 62    | 15 de mayo. |
| Europa            | 1 − 2     | Lynx             | 16 de mayo  |
| Glacis United     | 0 − 3     | Gibraltar United | 18 de mayo  |
| Mons Calpe        | 2 − 4     | St. Joseph's     | 19 de mayo  |
| Lincoln Red Imps  | 7 − 1     | Lions Gibraltar  | 19 de mayo  |

| Fecha 26         | Fecha 26  | Fecha 26          | Fecha 26   |
| Local            | Resultado | Visitante         | Fecha      |
| ---------------- | --------- | ----------------- | ---------- |
| Mons Calpe       | 0 − 6     | Lincoln Red Imps  | 22 de mayo |
| St. Joseph's     | 2 − 1     | Lynx              | 24 de mayo |
| Lions Gibraltar  | 0 − 0     | Glacis United     | 25 de mayo |
| Gibraltar United | 2 − 1     | Gibraltar Phoenix | 26 de mayo |
| Manchester 62    | 0 − 9     | Europa            | 30 de mayo |

| Fecha 27          | Fecha 27  | Fecha 27         | Fecha 27   |
| Local             | Resultado | Visitante        | Fecha      |
| ----------------- | --------- | ---------------- | ---------- |
| Gibraltar Phoenix | 5 − 2     | Lions Gibraltar  | 31 de mayo |
| Lincoln Red Imps  | 0 − 3     | St. Joseph's     | 2 de junio |
| Europa            | 2 − 1     | Gibraltar United | 2 de junio |
| Glacis United     | 0 − 2     | Mons Calpe       | 3 de junio |
| Lynx              | 9 − 0     | Manchester 62    | 3 de junio |

## Goleadores
A continuación se muestra una lista con los máximos anotadores durante el torneo, de acuerdo a la página web oficial (gibraltarfa.com). El jugador que termine en la primera posición al final del campeonato recibirá un reconocimiento especial durante los Football Gibraltar Awards, un evento especial de premiación organizado por el portal web FootballGibraltar.
- Actualizado el 28 de febrero de 2018. Jugados todos los partidos de la fecha 13.[154][155][156]

| Pos. | Jugador            | Club              | Goles |
| ---- | ------------------ | ----------------- | ----- |
| 1    | Enrique Careño     | Europa            | 19    |
| 2    | Enrique Gómez      | Europa            | 15    |
| 2    | Juan Pablo Pereira | Mons Calpe        | 15    |
| 2    | Rubén Blanco       | Mons Calpe        | 15    |
| 2    | Germán Cortés      | Gibraltar Phoenix | 15    |

## Partido de ascenso y descenso
Al final de la temporada el noveno clasificado, Lynx, enfrentó al subcampeón de la Segunda División 2017-18, Olympique 2013. El ganador del partido fue Lynx, que de esa manera se garantizó seguir en Primera División y jugar en la Primera División de Gibraltar 2018-19; mientras que Olympique 2013 permaneció en Segunda División y jugó en la Segunda División de Gibraltar 2018-19.
| 8 de junio de 2018, 20:00 HCE (UTC +2) | Lynx                    | 2 − 0 | Olympique 2013 | Estadio Victoria, Gibraltar |
|                                        | Raúl Fernández (56 min) | 1 − 0 |                | Árbitro: Patrick Canepa.    |
|                                        | Raúl Fernández (84 min) | 2 − 0 |                |                             |

| Lynx                          | Olympique 2013                |
| Ganador                       | Perdedor                      |
| Permanece en Primera División | Permanece en Segunda División |